# James Robert Wilson
Pour les articles homonymes, voir James Wilson et Wilson.
James Robert Wilson (16 septembre 1866-3 avril 1941) est un homme politique canadien de la Saskatchewan. Il est député fédéral conservateur de la circonscription saskatchewanaise de Saskatoon de 1917 à 1921. Il est ministre dans le cabinet du premier ministre Arthur Meighen,.

## Biographie
Né à Almonte dans le Canada-Ouest, Wilson s'établit à Moose Jaw en Saskatchewan en 1884. Durant la rébellion du Nord-Ouest, il dirige le premier corps médical à Saskatoon. Après la rébellion, il travaille comme agriculteur et marchand à Saskatoon en 1896.
En janvier 1903, il est élu maire du village de Saskatoon qui est ensuite incorporée comme ville en juillet de la même année. En poste jusqu'en 1904, il redevient maire durant la période de 1907 à 1908. De 1914 à 1919, il siège au conseil municipal.
Tentant sans succès d'être élu député sur la scène provinciale lors de l'élection de 1908 dans la circonscription de Saskatoon City, il parvient à l'être sur la scène fédérale lors de l'élection de 1917. Entrant brièvement au cabinet en tant que ministre sans portefeuille en 1921, il est défait lors de l'élection générale la même année.
Son frère, Russell (en), sert également comme maire de Saskatoon en 1926.
Le Wilson Crescent, situé à l'angle des quartiers Avalon (en), Adelaide/Churchill (en) et Nutana Park (en), est nommé en son honneur.